# Vaxoncourt
Vaxoncourt és un municipi francès, situat al departament dels Vosges i a la regió del Gran Est. L'any 2007 tenia 457 habitants.

## Demografia

### Població
El 2007 la població de fet de Vaxoncourt era de 457 persones. Hi havia 180 famílies, de les quals 46 eren unipersonals (17 homes vivint sols i 29 dones vivint soles), 63 parelles sense fills, 67 parelles amb fills i 4 famílies monoparentals amb fills.
La població ha evolucionat segons el següent gràfic:
Habitants censats

### Habitatges
El 2007 hi havia 202 habitatges, 179 eren l'habitatge principal de la família, 5 eren segones residències i 18 estaven desocupats. 183 eren cases i 19 eren apartaments. Dels 179 habitatges principals, 162 estaven ocupats pels seus propietaris, 13 estaven llogats i ocupats pels llogaters i 4 estaven cedits a títol gratuït; 3 tenien dues cambres, 19 en tenien tres, 45 en tenien quatre i 112 en tenien cinc o més. 147 habitatges disposaven pel capbaix d'una plaça de pàrquing. A 74 habitatges hi havia un automòbil i a 89 n'hi havia dos o més.

### Piràmide de població
La piràmide de població per edats i sexe el 2009 era:
| Homes | Edats   | Dones |
| ----- | ------- | ----- |
| 0     | 95 o +  | 0     |
| 0     | 90 a 94 | 0     |
| 0     | 85 a 89 | 0     |
| 0     | 80 a 84 | 0     |
| 16    | 75 a 79 | 12    |
| 0     | 70 a 74 | 12    |
| 12    | 65 a 69 | 12    |
| 12    | 60 a 64 | 8     |
| 0     | 55 a 59 | 8     |
| 12    | 50 a 54 | 8     |
| 24    | 45 a 49 | 20    |
| 8     | 40 a 44 | 4     |
| 28    | 35 a 39 | 12    |
| 4     | 30 a 34 | 20    |
| 16    | 25 a 29 | 12    |
| 4     | 20 a 24 | 12    |
| 12    | 15 a 19 | 20    |
| 8     | 10 a 14 | 24    |
| 24    | 5 a 9   | 8     |
| 12    | 0 a 4   | 12    |

## Economia
El 2007 la població en edat de treballar era de 298 persones, 219 eren actives i 79 eren inactives. De les 219 persones actives 194 estaven ocupades (115 homes i 79 dones) i 26 estaven aturades (12 homes i 14 dones). De les 79 persones inactives 32 estaven jubilades, 27 estaven estudiant i 20 estaven classificades com a «altres inactius».

### Ingressos
El 2009 a Vaxoncourt hi havia 193 unitats fiscals que integraven 483 persones, la mediana anual d'ingressos fiscals per persona era de 17.424 €.

### Activitats econòmiques
Dels 8 establiments que hi havia el 2007, 1 era d'una empresa extractiva, 3 d'empreses de construcció, 2 d'empreses de comerç i reparació d'automòbils, 1 d'una empresa d'hostatgeria i restauració i 1 d'una empresa classificada com a «altres activitats de serveis».
Dels 5 establiments de servei als particulars que hi havia el 2009, 1 era un taller de reparació d'automòbils i de material agrícola, 1 paleta, 1 lampisteria, 1 electricista i 1 restaurant.
L'any 2000 a Vaxoncourt hi havia 10 explotacions agrícoles que ocupaven un total de 324 hectàrees.

## Equipaments sanitaris i escolars
El 2009 hi havia una escola elemental.

## Poblacions més properes
El següent diagrama mostra les poblacions més properes.